# Пол Гемм
Пол Гемм (англ. Paul Hamm; нар. 24 вересня 1982, Ашленд, штат Вісконсин, США) — американський гімнаст, олімпійський чемпіон. Має брата-близнюка Моргана Гемма, срібного олімпійського медаліста та срібного призера чемпіонату світу зі спортивної гімнастики.